# الجيش الرابع عشر (الإمبراطورية الألمانية)
الجيش الرابع عشر ( (بالألمانية: 14. Armee / Armeeoberkommando 14 / A.O.K. 14)‏ Armee / Armeeoberkommando 14 / AOK 14 ) جيش تابع للجيش الألماني في الحرب العالمية الأولى التي تشكلت في سبتمبر 1917 في كراني لاستخدامها ضد إيطاليا. يقع مقرها في فيتوريو فينيتو من 10 نوفمبر 1917 حتى تم حل الجيش في 22 يناير 1918. خدم الجيش الرابع عشر على الجبهة الإيطالية طوال وجوده.

## التاريخ

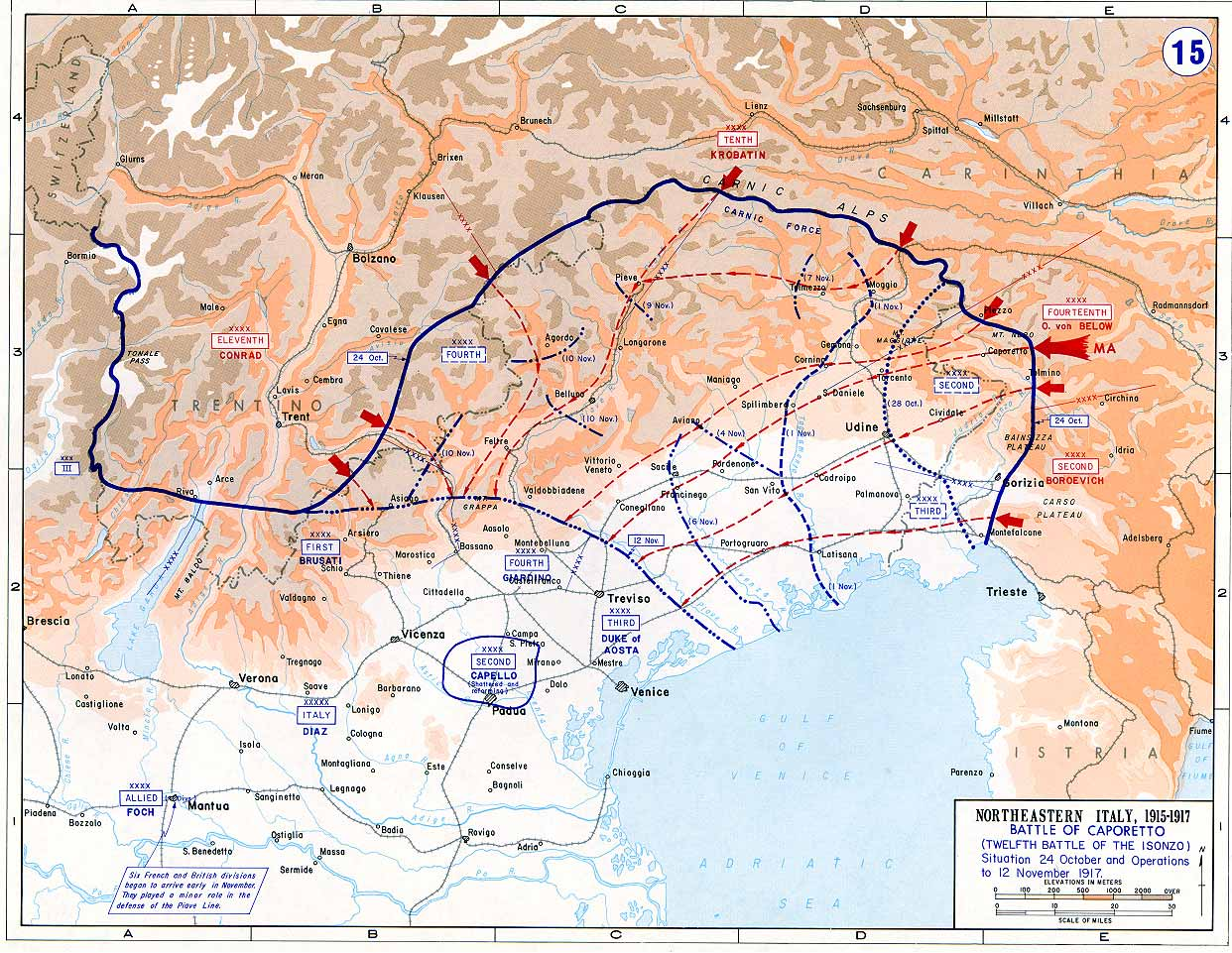
معركة كابوريتو أكتوبر / نوفمبر 1917

بعد معركة الحادي عشر Isonzo، استنفد المجريون النمساويون ولم يكن بإمكانهم مقاومة هجوم آخر. وناشدوا الألمان للحصول على المساعدة، وخشية الألمان من الانهيار على الجبهة الإيطالية، أرسلوا 7 فرق و540 بندقية و216 قذيفة هاون وحوالي 100 طائرة من الجبهتين الغربية والشرقية. للسيطرة على هذه القوات، تم تركيز الجيش الرابع عشر الجديد بقيادة الجنرال دير إنفانتري أوتو فون بين بين تولمين وبوفيك. لمعركة كابوريتو أضيف عدد من التشكيلات النمساوية المجرية.

## ترتيب المعركة ، معركة Caporetto
الوحدات ألمانية ما لم يتم تحديدها باسم النمسا-المجر.
| تنظيم الجيش الرابع عشر في 24 أكتوبر 1917 | تنظيم الجيش الرابع عشر في 24 أكتوبر 1917 | تنظيم الجيش الرابع عشر في 24 أكتوبر 1917       |
| جيش                                      | سلاح                                     | قطاع                                           |
| ---------------------------------------- | ---------------------------------------- | ---------------------------------------------- |
| الجيش الرابع عشر                         | I Corps (النمسا-المجر)                   | فرقة المشاة الثالثة "Edelweiss" (النمسا-المجر) |
| الجيش الرابع عشر                         | I Corps (النمسا-المجر)                   | قسم شوتزن الثاني والعشرون (النمسا-المجر)       |
| الجيش الرابع عشر                         | I Corps (النمسا-المجر)                   | فرقة المشاة 55 (النمسا-المجر)                  |
| الجيش الرابع عشر                         | I Corps (النمسا-المجر)                   | قسم ياجر                                       |
| الجيش الرابع عشر                         | الفيلق البافاري الثالث                   | فرقة المشاة الخمسين (النمسا - المجر)           |
| الجيش الرابع عشر                         | الفيلق البافاري الثالث                   | الشعبة الثانية عشرة                            |
| الجيش الرابع عشر                         | الفيلق البافاري الثالث                   | الشعبة 117                                     |
| الجيش الرابع عشر                         | الفيلق البافاري الثالث                   | <i id="mwUQ">البينكوربس</i>                    |
| الجيش الرابع عشر                         | الفيلق 51                                | الشعبة 26 (1st Württemberg)                    |
| الجيش الرابع عشر                         | الفيلق 51                                | الفرقة 200                                     |
| الجيش الرابع عشر                         | XV Corps (النمسا-المجر)                  | فرقة المشاة الأولى (النمسا - المجر)            |
| الجيش الرابع عشر                         | XV Corps (النمسا-المجر)                  | الفرقة الخامسة                                 |
| الجيش الرابع عشر                         | جيش التبديل                              | فرقة المشاة الرابعة (النمسا - المجر)           |
| الجيش الرابع عشر                         | جيش التبديل                              | شعبة شوتزن 13 (النمسا-المجر)                   |
| الجيش الرابع عشر                         | جيش التبديل                              | فرقة المشاة 33 (النمسا-المجر)                  |
| الجيش الرابع عشر                         | التعزيزات اللاحقة                        | فرقة المشاة الخامسة والثلاثين (النمسا - المجر) |
| الجيش الرابع عشر                         | التعزيزات اللاحقة                        | شعبة المشاة 94 (النمسا-المجر)                  |

## القادة
قاد الجيش الرابع عشر طوال وجوده الجنرال دير إنفانتري أوتو فون بيلو، القائد السابق للجيش السادس. عند حل الجيش الرابع عشر، تم نقل فون بيل إلى قيادة الجيش السابع عشر الذي تم رفعه حديثًا على الجبهة الغربية.